# Día (contrapuesto a noche)

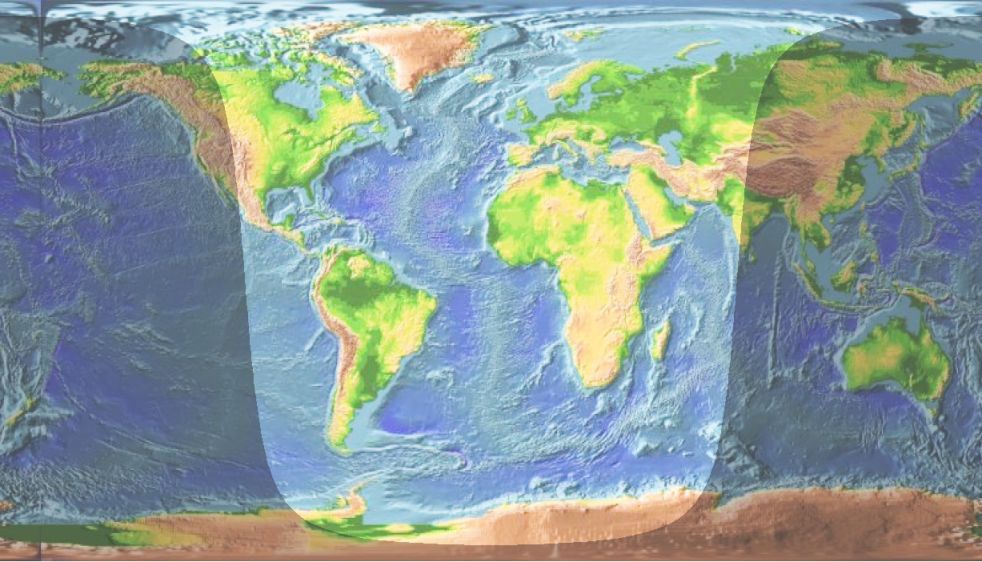
Mapa físico con las zonas que recibían luz diurna a las 12:00 UTC del 2 de abril de 2010

El día es el período durante el que un punto de la Tierra recibe iluminación natural por la luz solar directa. El día ocurre cuando el Sol aparece sobre el horizonte local, es decir, en cualquier parte de los hemisferios del planeta que mire hacia el Sol. Durante el día, un observador ve la luz solar indirecta mientras está en la sombra, lo que incluye la nubosidad.
Otros planetas y satélites naturales que giran en relación con un cuerpo primario luminoso, como una estrella local, también experimentan algún tipo de día, pero este artículo trata principalmente sobre el tiempo diurno en la Tierra.
La palabra «día» es también usada para describir el período de 24 horas correspondiente al tiempo que la Tierra emplea en dar una vuelta completa sobre su eje, no obstante los dos significados usan diferentes adjetivos y para ese sentido se usa el adjetivo «diario» en lugar de «diurno». En mitología griega el día era personificado por Hemera y la noche por su madre Nix.

## Características
Aproximadamente la mitad de la Tierra está iluminada en todo momento por el Sol. El área sujeta a la iluminación directa es casi exactamente la mitad del planeta; pero debido a los efectos atmosféricos y de otro tipo que extienden el alcance de la iluminación indirecta, el área del planeta cubierta por la iluminación directa o indirecta alcanza un poco más de la mitad de la superficie. 
El hemisferio de la Tierra que experimenta el día en cualquier punto dado cambia continuamente a medida que el planeta gira sobre su propio eje. El eje de rotación de la Tierra no es perpendicular al plano de su órbita alrededor del Sol (que es paralelo a la dirección de la luz solar), por lo que la duración del día varía de un punto del planeta a otro. Además, puesto que el eje de rotación es relativamente fijo en comparación con las estrellas, se mueve con respecto al Sol a medida que el planeta orbita la estrella. Esto crea variaciones estacionales en la duración del día en la mayoría de los puntos de la superficie del planeta. 
El periodo del día desde el punto de vista de un observador en la superficie se define más o menos como en período entre el amanecer, cuando la rotación de la Tierra hacia el este hace que el disco del Sol aparezca por encima del horizonte, hasta la puesta de sol, cuando la rotación continua de la Tierra hace que el disco del Sol desaparezca por debajo del horizonte hacia el oeste. Debido a que el Solo es un halo luminoso visto desde la Tierra, más que una fuente de luz puntual, el amanecer y el atardecer no son instantáneos y la definición exacta de ambos puede variar con el contexto. Además, la atmósfera de la Tierra se curva más y difumina la luz del Sol, y alarga el período de salida y puesta de sol. Durante un cierto período después de la puesta de sol y antes del amanecer, la luz indirecta del Sol ilumina el cielo de la Tierra, este período se denomina a menudo crepúsculo. Ciertos grupos, como los astrónomos terrenales, no consideran que el día haya terminado verdaderamente hasta que el disco del Sol esté realmente muy por debajo del horizonte de la Tierra, debido a la iluminación indirecta.

## Variaciones del día con la latitud y las estaciones

Duración del día en función de la latitud y el día del año. Latitud 40° N (aproximadamente Ciudad de Nueva York, Madrid y Pekín) está destacado como un ejemplo.

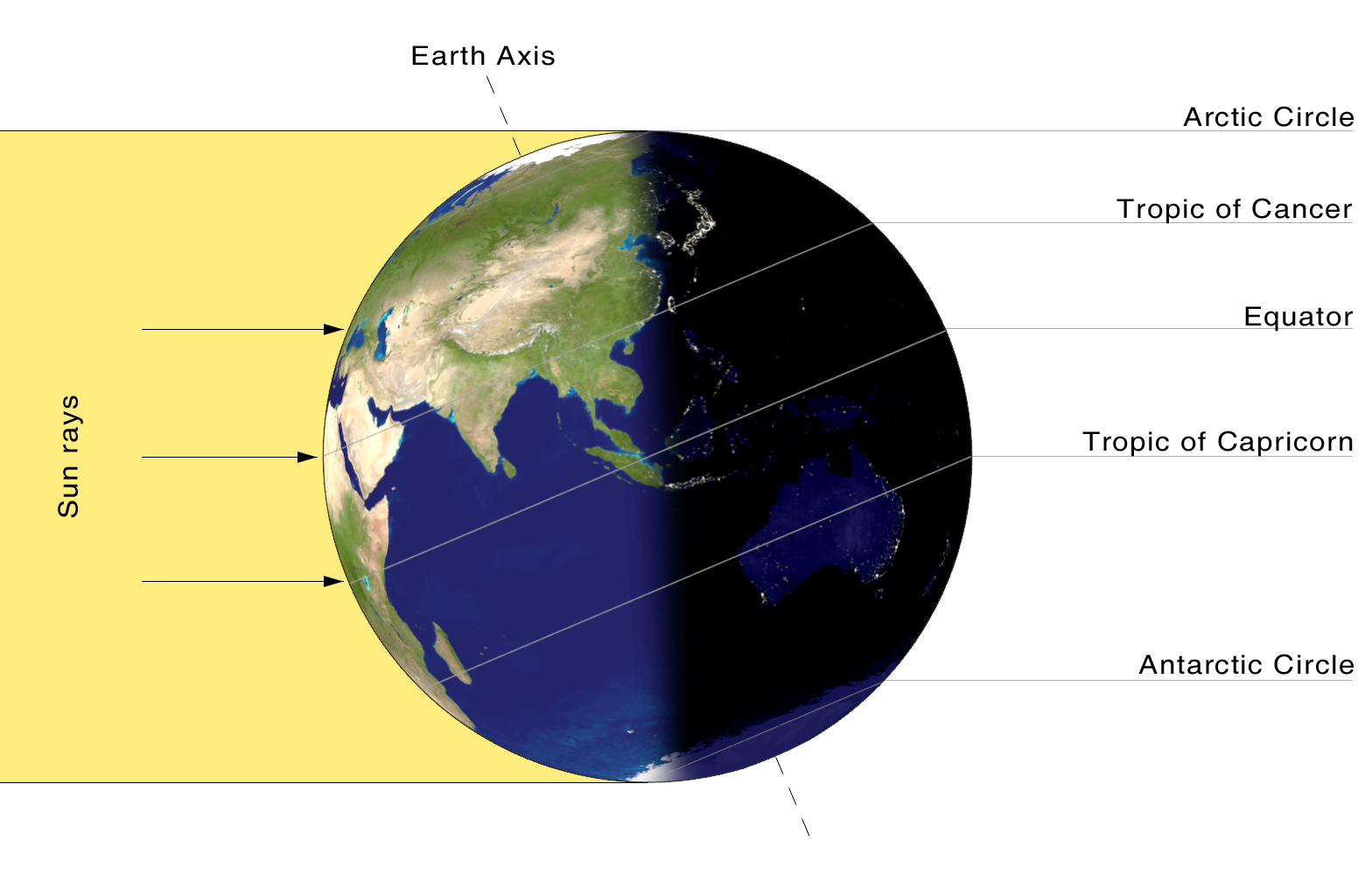
Luz del día de la Tierra en el solsticio de junio.

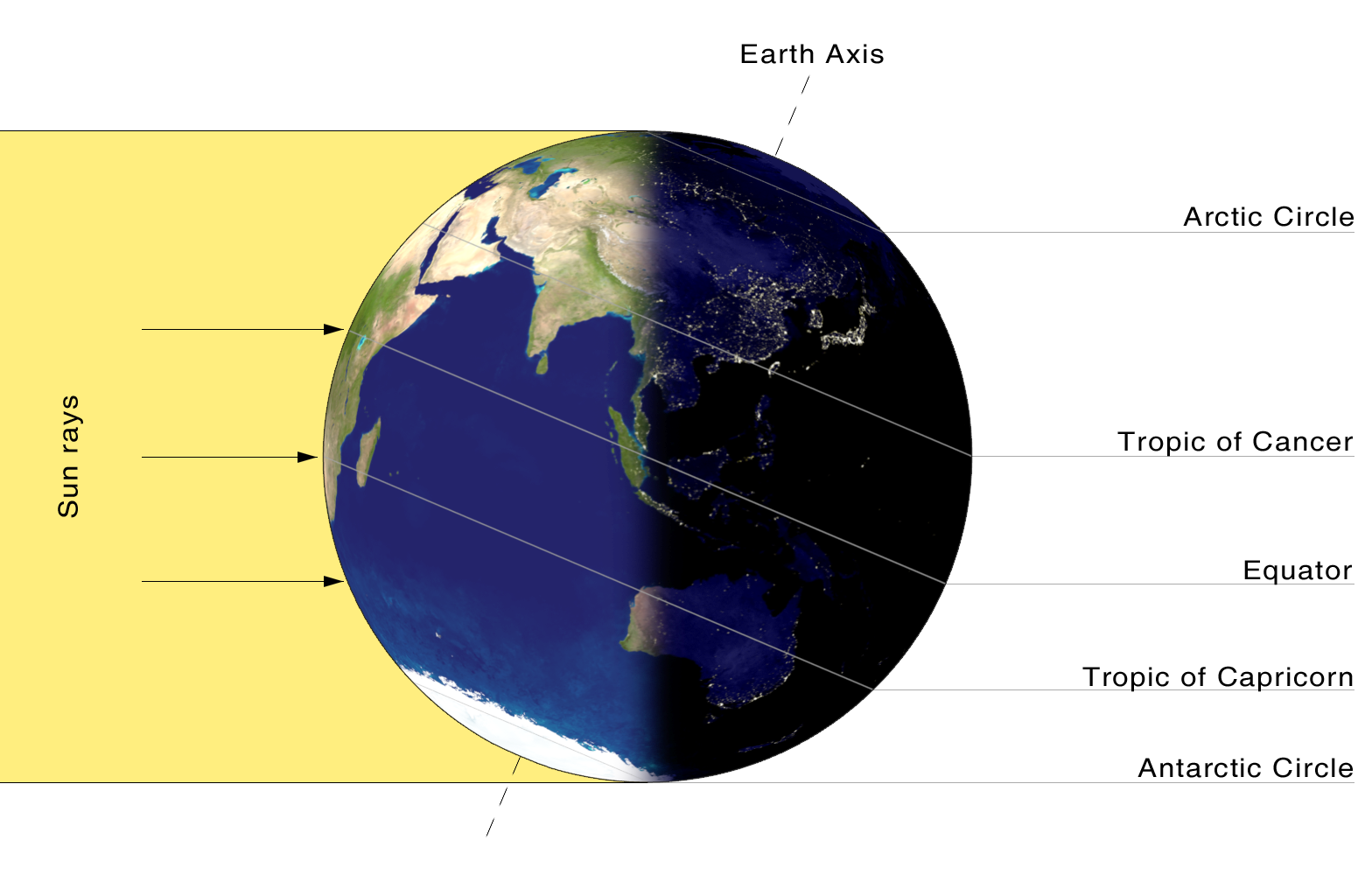
Luz del día de la Tierra en el solsticio de diciembre.

Dado que el propio eje de rotación de la Tierra está inclinado alrededor de 23,5° con respecto a la línea perpendicular a su plano orbital, llamada eclíptica, la duración del día varía según las estaciones de la superficie del planeta, dependiendo de la latitud del observador. Las áreas inclinadas hacia el Sol están experimentando el verano. Su inclinación hacia el Sol ocasiona que más de la mitad del día vea la luz solar y que las temperaturas sean más cálidas, debido a que los rayos solares son más directos, un período más largo del día en sí y una menos absorción de la luz solar en la atmósfera. Mientras que el aumento de luz solar puede tener algún efecto sobre las temperaturas más altas en verano, la mayor parte del aumento de la temperatura se debe a la dirección del Sol y no al aumento de la luz solar. Una mayor altura del Sol (alrededor del cenit) hace que los trópicos sean más cálidos, mientras que una menor altura (apenas por encima del horizonte) hace que las regiones polares sean frías. El ligero efecto de las horas de luz solar sobre la temperatura media estacional puede observarse en los polos y en las regiones tropicales. Los polos permanecen fríos durante sus respectivos veranos, a pesar de haber visto 24 horas de luz solar durante 6 meses, mientras que el ecuador permanece cálido durante todo el año con solo 12 horas de luz solar al día. 
Aunque la duración del día en el ecuador continúa siendo de 12 horas en todas las estaciones, la duración en todas las demás latitudes varía con las estaciones. Durante el invierno, el día  dura menos de 12 horas, y durante el verano, más de 12 horas. El invierno en el norte y el verano en el sur coinciden, mientras que el verano en el norte y el invierno en el sur también coinciden. 

### En el ecuador
En el ecuador, el día siempre dura unas 12 horas, independientemente de la estación del año. Visto desde el ecuador, el Sol siempre sale y se pone verticalmente, siguiendo una trayectoria aparente casi perpendicular al horizonte. Debido a la inclinación axial de la Tierra, el Sol siempre se encuentra dentro de los 23,5° al norte o al sur del ecuador celeste, por lo que el punto subsolar siempre se encuentra dentro de los trópicos.
Desde el equinoccio de marzo hasta el equinoccio de septiembre, el Sol sale dentro de los 23,5° hacia el norte del este, y se pone dentro de los 23,5° hacia el norte del oeste. Desde el equinoccio de septiembre hasta el equinoccio de marzo, el Sol sale a 23,5° hacia el sur del este y se pone a los 23,5° hacia el sur del oeste. La trayectoria del Sol se encuentra enteramente en la mitad norte de la esfera celeste desde el equinoccio de marzo hasta el equinoccio de septiembre, pero se encuentra enteramente en la mitad sur de la esfera celeste desde el equinoccio de septiembre hasta el equinoccio de marzo. En los equinoccios, el Sol ecuatorial culmina en el cenit, y pasa directamente por encima de él al mediodía. 
El hecho de que Sol ecuatorial esté siempre tan cerca del cenit al mediodía solar explica por qué la zona tropical contiene las regiones más cálidas del planeta en general. Además, el ecuador ve el amanecer o atardecer más corto porque la trayectoria del Sol a través del cielo es casi perpendicular al horizonte. En los equinoccios, el disco del Sol tarda solo dos minutos en atravesar el horizonte (de arriba hacia abajo al amanecer y de abajo hacia arriba al atardecer).

### En los trópicos
Los trópicos ocupan una zona de la superficie de la Tierra entre 23,5° al norte y 23,5° al sur del ecuador. Dentro de esta zona, el Sol pasará (o culminará) casi directamente sobre la superficie al menos un día al año. La línea de 23,5° latitud norte se llama Trópico de Cáncer, porque cuando fue nombrado, el Sol pasó por encima de esta ubicación en la época del año en que estaba dentro del signo zodiacal de Cáncer. La línea equivalente de latitud sur se llama Trópico de Capricornio, por razones similares. 
En los círculos tropicales, el Sol se encuentra directamente encima solo una vez a año, en el solsticio correspondiente. En latitudes más cercanas al ecuador y en el propio ecuador, se encontrará encima dos veces al año (en los equinoccios en el caso del ecuador). Fuera de los trópicos, el Sol nunca pasa directamente por encima.

### Alrededor de los polos
Alrededor de los polos, que coinciden con el eje de rotación de la Tierra a medida que pasa a través de la superficie, las variaciones estacionales en la duración del día son extremas. De hecho, dentro de los 23,5° de latitud de los polos, habrá por lo menos algunos días del año durante los cuales el Sol nunca pasa por debajo del horizonte. Este número será menor, pero cercano al número de días en verano donde el Sol no se pone (por ejemplo, el amanecer suele ser uno días antes del equinoccio  de primavera y se extiende unos días después del equinoccio de otoño). Este fenómeno de más luz solar que de noche no es exclusivo de los polos. De hecho, en cualquier momento dado, algo más de la mitad de la Tierra se halla iluminada por luz solar. Las 24 horas de luz solar en verano se conocen como sol de medianoche, que es famoso en algunos países del norte. Hacia el norte, el círculo polar ártico marca este límite de 23,5°. Al sur, el círculo polar antártico marca el límite. Estos límites corresponden a 66,5° de latitud norte o sur, respectivamente. Debido a que el disco del Sol tiene un diámetro de aproximadamente medio grado y es muy brillante, los días verdaderamente oscuros durante los cuales el Sol parece no salir nunca, solo se ven más allá de los 72° de latitud norte o sur. 
En los polos y cerca de ellos, el Sol nunca sale muy alto por encima del horizonte, ni siquiera en verano, lo cual es una de las razones por las que estas regiones del mundo son siempre frías en todas las estaciones del año (otras incluyen el efecto del albedo, el relativo aumento de la reflexión de la radiación solar de la nieve y el hielo). Incluso en el solsticio de verano, cuando el Sol alcanza su punto más alto sobre el horizonte al mediodía, todavía está a solo 23,5° sobre el horizonte en los polos. Además, a medida que uno se acerca a los polos, la trayectoria aparente del Sol a través del cielo cada día difiere cada vez más de la vertical. A medida que se acerca el verano, el Sol sale y se pone más al norte en el Norte y más al sur en el Sur. En los polos, la trayectoria del Sol es en realidad un círculo, que es aproximadamente equidistante sobre el horizonte durante todo el período diurno en cualquier día dado. El círculo se inclina gradualmente por debajo del horizonte a medida que se acerca el invierno, y se eleva de igual manera por encima de él a medida que se acerca el verano. En los polos, la salida y puesta del Sol puede durar varios días.

### En latitudes medias
En latitudes medias, lejos del ecuador y de los polos, las variaciones en la duración del día son leves. En las latitudes medias altas donde se encuentra Montreal, París y Ushuaia, la diferencia en la duración del día de verano a invierno puede ser muy notable: el cielo puede estar todavía iluminado a las 22 horas en verano, pero puede estar oscuro a las 17 horas en invierno. En las latitudes medias bajas donde se encuentran el sur de California, Egipto y Sudáfrica, la diferencia estacional es menor, pero aun así resulta en aproximadamente 4 horas de diferencia en la luz del día entre los solsticios de invierno y verano. La diferencia se hace menos notable a medida que uno se acerca al ecuador. Se puede obtener una aproximación al cambio mensual a partir de la regla de los 12 años. Con un cambio de 4 horas en los seis meses de invierno a verano, el día se alarga en aproximadamente 4*1/12 de una hora (20 minutos) en el primer mes, 4*2/12 (40 minutos) en el segundo mes, 4*3/12 (1 hora) en el tercer mes, luego 1 hora, 40 minutos y 20 minutos en el cuarto, quinto y sexto mes.
También en las latitudes medias, las variaciones climáticas estacionales producidas por los cambios en la duración del día son las más marcadas, con períodos muy distintos de frío y calor, y otros cambios estacionales secundarios como la nieve y el hielo en invierno que desaparecen en verano y así sucesivamente. En latitudes altas, hace frío la mayor parte del tiempo, con nieve y hielo constantes, por lo que las estaciones son menos obvias; y en los trópicos, hace calor la mayor parte del tiempo, sin nieve ni hielo en absoluto, por lo que de nuevo las estaciones son menos obvias. 

### Variaciones en el mediodía solar
En el instante exacto del  mediodía solar, cuando el Sol alcanza su punto más alto en el cielo, varía con las estaciones. Esta variación se llama ecuación del tiempo; la magnitud de la variación es de unos 30 minutos en el transcurso de un año.

## Día y noche en planetas distintos de la Tierra
El concepto de día y noche varía significativamente entre los diferentes planetas debido a factores como la velocidad de rotación, la inclinación axial y las condiciones atmosféricas. 

### Mercurio
Un día en Mercurio (una rotación) dura aproximadamente 59 días terrestres, pero su año (período orbital alrededor del Sol) es de aproximadamente 88 días terrestres. Esto significa que un ciclo completo de día y noche (desde un amanecer hasta el siguiente) dura alrededor de 176 días terrestres.  Debido a su rotación lenta y falta de atmósfera, Mercurio experimenta diferencias extremas de temperatura entre el día y la noche. Las temperaturas diurnas pueden alcanzar alrededor de 430 °C (800 °F), mientras que las nocturnas pueden caer hasta -180 °C (-290 °F).

### Venus
Un día en Venus dura aproximadamente 243 días terrestres, lo que es más largo que su año (alrededor de 225 días terrestres). Curiosamente, Venus rota en dirección opuesta a la de la mayoría de los planetas (rotación retrógrada). Venus tiene una atmósfera densa que crea un efecto invernadero, lo que lleva a temperaturas superficiales constantes de alrededor de 465 °C (869 °F). Como resultado, el concepto de día y noche es menos pronunciado en términos de cambios de temperatura, pero las nubes densas crean un crepúsculo perpetuo.

### Marte
Un día en Marte, conocido como "sol", es de aproximadamente 24 horas y 37 minutos, muy cerca de un día terrestre. Marte tiene una inclinación axial de aproximadamente 25 grados, similar a la de la Tierra, lo que resulta en variaciones estacionales. Las temperaturas diurnas pueden variar significativamente, pero las noches pueden volverse extremadamente frías, cayendo hasta -73 °C (-100 °F).

### Exoplanetas
El concepto de día y noche en exoplanetas (planetas fuera de nuestro sistema solar) puede ser incluso más complejo. Factores como:
- Resonancia Orbital: Algunos exoplanetas están bloqueados por marea a sus estrellas, lo que lleva a que un lado esté perpetuamente orientado hacia la estrella (día eterno) mientras que el otro permanece en la oscuridad (noche eterna).

- Condiciones Atmosféricas: La presencia de atmósferas puede crear diferencias de temperatura y patrones climáticos que alteran la experiencia de día y noche.

## Importancia de la luz en la salud mental
La luz solar es clave para nuestro estado de ánimo. Entre más largo el período de luz, mayor el sentimiento de bienestar general. 
Durante el otoño y el invierno, en muchas personas se desencadena el Trastorno afectivo estacional que es un tipo de depresión. Este trastorno está relacionado con el número de horas de exposición a la luz diurna.  

## Simbolismos y creencias
Desde una perspectiva religiosa, la distinción entre el día y la noche a menudo conlleva significativos simbolismos, implicaciones teológicas y prácticas en varias creencias, como los siguientes:

### Simbolismo de la luz y la oscuridad
En muchas tradiciones religiosas, la luz simboliza pureza, bondad y la presencia divina. El día suele asociarse con claridad, conocimiento y despertar espiritual. Por ejemplo, en el cristianismo, Jesús es referido como "la luz del mundo", representando esperanza y salvación.
Por el contrario, la oscuridad y la noche a menudo simbolizan ignorancia, maldad y lucha espiritual. La noche puede representar miedo, caos y la ausencia de la presencia divina. Muchas religiones enfatizan los peligros o tentaciones que surgen en la oscuridad.

### Prácticas ritualistas
Muchas religiones tienen oraciones o rituales específicos designados para ciertos momentos del día. Por ejemplo, en el islam, las cinco oraciones diarias (Salah) se realizan en momentos prescritos, enfatizando la importancia de mantener una conexión con Dios a lo largo del día. En el judaísmo, el sábado (Shabbat) comienza al atardecer, marcando una transición hacia un tiempo sagrado de descanso y reflexión espiritual que dura hasta la noche siguiente. Esta práctica destaca la importancia de la noche como un período de rejuvenecimiento y conexión con Dios.

### Narrativas de Creación
En el libro del Génesis, la creación se marca con la frase repetida: "Y hubo tarde, y hubo mañana," indicando la naturaleza cíclica del día y la noche. Esta narrativa establece un ritmo de trabajo (durante el día) y descanso (durante la noche) que muchas tradiciones religiosas enfatizan.

### Enseñanzas Morales y Éticas
Muchas enseñanzas religiosas fomentan un comportamiento ético durante el día, cuando las acciones son visibles y responsables. La noche, en contraste, puede ser vista como un tiempo en el que la vigilancia moral es especialmente necesaria, ya que puede ser más fácil sucumbir a la tentación cuando no estamos bajo la luz del día.
La noche a menudo se considera un tiempo para la reflexión, la oración y la meditación. Por ejemplo, en el budismo, la quietud de la noche puede ser utilizada para prácticas de meditación y atención plena, permitiendo a las personas volverse hacia adentro.

### Visiones Cosmológicas
Algunas religiones incorporan visiones cosmológicas que conectan el tiempo del día con el orden divino. En el hinduismo, por ejemplo, diferentes momentos del día están asociados con diferentes deidades, y se pueden realizar rituales para honrarlas, reflejando la creencia en un universo gobernado por principios divinos.

### Guerra Espiritual
En muchas tradiciones, la noche es vista como un tiempo de guerra espiritual o de vulnerabilidad aumentada a influencias negativas. Por ejemplo, en el cristianismo, hay referencias a la "oscuridad" como un tiempo en el que las fuerzas del mal pueden estar más activas, enfatizando la necesidad de oración y vigilancia.